# Baeckea trapeza
Baeckea trapeza är en myrtenväxtart som beskrevs av Anthony R. Bean. Baeckea trapeza ingår i släktet Baeckea och familjen myrtenväxter. Inga underarter finns listade i Catalogue of Life.